# Sydjyllands storkrets
Sydjyllands storkrets (danska: Sydjyllands storkreds) är en av tio storkretsar som används vid val till Folketinget sedan 2007. Den omfattar den södra delen av halvön Jylland och är indelad i valkretsarna Sønderborg, Åbenrå, Tønder, Esbjerg stad, Esbjergs omgivning, Varde, Vejen, Vejle Nord, Vejle Syd, Fredericia, Kolding Nord, Kolding Syd och Haderslev

## Valresultat

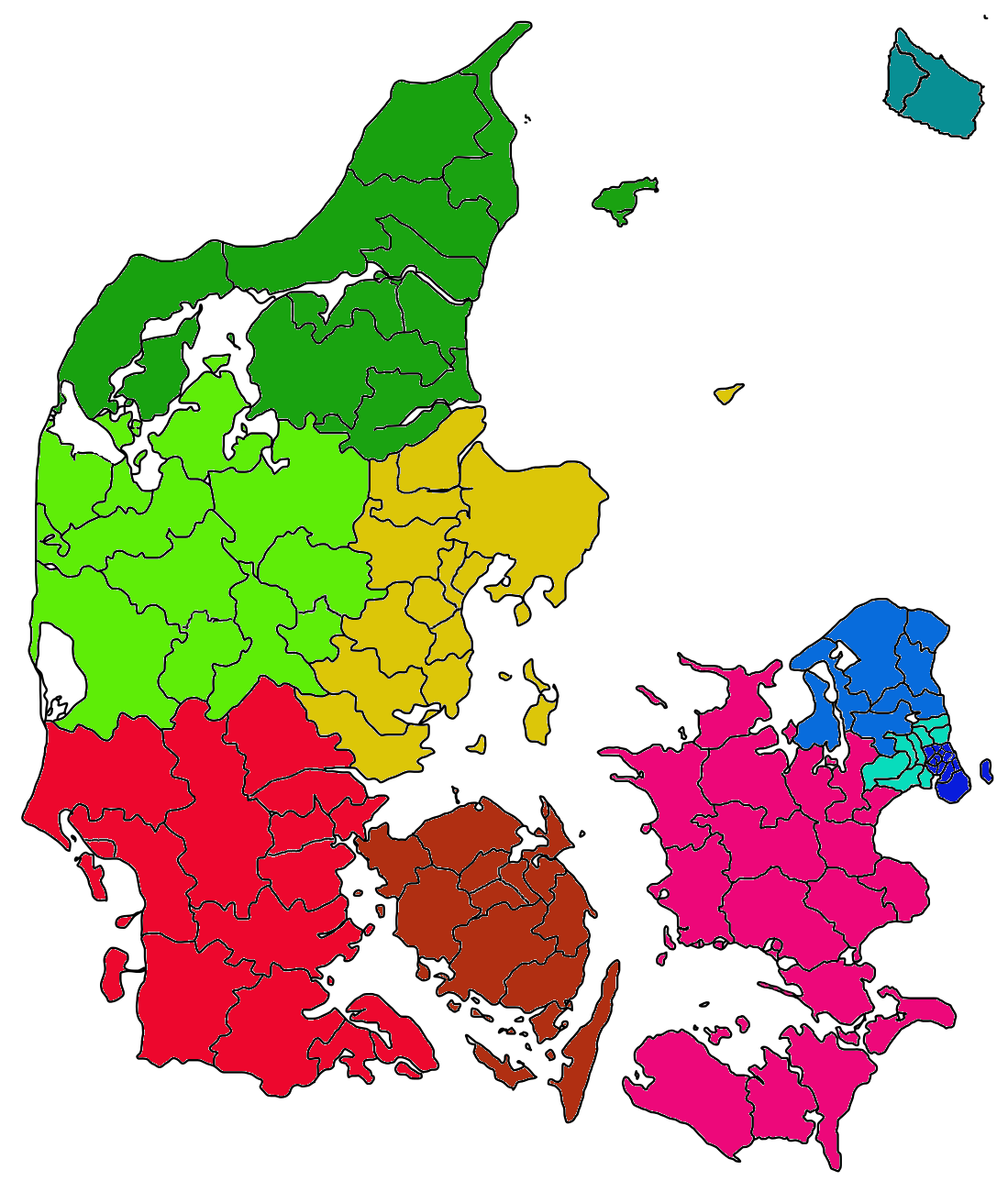
Storkretsar med Sydjylland och valkretsar (avgränsade med svarta sträck)

| Parti                       | 2007    | 2011    | 2015    | 2019    | 2022    |
| --------------------------- | ------- | ------- | ------- | ------- | ------- |
| Venstre                     | 34,6    | 33,1    | 23,5    | 28,5    | 16,5    |
| Socialdemokratiet           | 22,9    | 24,1    | 23,5    | 26,1    | 28,4    |
| Dansk Folkeparti            | 15,7    | 14,8    | 28,4    | 12,5    | 2,8     |
| Socialistisk Folkeparti     | 11,4    | 7,7     | 3,0     | 5,2     | 5,8     |
| Det Konservative Folkeparti | 8,3     | 4,0     | 2,2     | 5,1     | 4,8     |
| Radikale Venstre            | 3,4     | 6,6     | 3,1     | 5,9     | 2,3     |
| Liberal Alliance            | 1,9     | 4,9     | 7,5     | 2,1     | 7,6     |
| Kristendemokraterne         | 1,0     | 1,0     | 1,1     | 2,2     | 0,4     |
| Enhedslisten                | 0,8     | 3,8     | 5,1     | 4,1     | 2,4     |
| Alternativet                |         |         | 2,6     | 1,6     | 1,4     |
| Nye Borgerlige              |         |         |         | 4,1     | 6,2     |
| Stram Kurs                  |         |         |         | 1,8     |         |
| Klaus Riskær Pedersen       |         |         |         | 0,7     |         |
| Danmarksdemokraterne        |         |         |         |         | 11,3    |
| Moderaterne                 |         |         |         |         | 9,3     |
| Frie Grønne                 |         |         |         |         | 0,7     |
| Partilösa                   |         | 0,0     |         | 0,1     | 0,1     |
| Röstande                    | 444 179 | 451 161 | 444 261 | 434 924 | 429 922 |

## Valda
| Krets                       | 2007 | 2011 | 2015 | 2019 | 2022 |
| --------------------------- | --- | --- | --- | --- | --- |
| Venstre                     | Eva Kjer Hansen, Ellen Trane Nørby, Hans Chr. Schmidt, Preben Rudiengaard, Ulla Tørnæs, Hans Chr. Thoning, Jens Vibjerg, Peter Christensen | Ellen Trane Nørby, Eva Kjer Hansen, Peter Christensen, Hans Chr. Schmidt, Ulla Tørnæs, Hans Christian Thoning, Anni Matthiesen | Carl Holst, Ellen Trane Nørby, Eva Kjer Hansen, Hans Christian Schmidt, Anni Matthiesen                  | Ellen Trane Nørby, Hans Christian Schmidt, Eva Kjer Hansen, Anni Matthiesen, Christoffer Aagaard Melson, Ulla Tørnæs | Anni Matthiesen, Christoffer Aagaard Melson, Hans Christian Schmidt                                               |
| Socialdemokratiet           | Kim Mortensen, Karen Johanne Klint, Benny Engelbrecht, Julie Rademacher, Lise von Seelen                                                   | Bjarne Corydon, Benny Engelbrecht, Jacob Bjerregaard, Karen J. Klint, Troels Ravn                                              | Bjarne Corydon, Benny Engelbrecht, Karen J. Klint, Jesper Petersen, Christian Rabjerg Madsen             | Benny Engelbrecht, Anders Kronborg, Birgitte Vind, Jesper Petersen, Christian Rabjerg Madsen, Troels Ravn            | Benny Engelbrecht, Jesper Petersen, Christian Rabjerg Madsen, Anders Kronborg, Birgitte Vind, Kris Jensen Skriver |
| Dansk Folkeparti            | Jørn Dohrmann, Søren Krarup, Mogens Camre, Karin Nødgaard                                                                                  | Kristian Thulesen Dahl, Jørn Dohrmann, Karina Adsbøl, Marie Krarup                                                             | Kristian Thulesen Dahl, Peter Kofod, Jan Rytkjær Callesen, Karina Adsbøl, Marie Krarup, Susanne Eilersen | Kristian Thulesen Dahl, Marie Krarup, Karina Adsbøl                                                                  | Peter Kofod |
| Socialistisk Folkeparti     | Villy Søvndal, Jesper Petersen, Karina Lorentzen                                                                                           | Karina Lorentzen, Jesper Petersen                                                                                              | | Karina Lorentzen Dehnhardt                                                                                           | Karina Lorentzen Dehnhardt                                                                                        |
| Det Konservative Folkeparti | Carina Christensen, Mike Legarth | Mike Legarth | | Niels Flemming Hansen                                                                                                | Niels Flemming Hansen                                                                                             |
| Radikale Venstre            | Bente Dahl | Lotte Rod, Marlene B. Lorentzen                                                                                                | Lotte Rod                                                                                                | Lotte Rod | Lotte Rod |
| Liberal Alliance            | Jørgen Poulsen | Mette Bock | Mette Bock, Henrik Dahl                                                                                  | Henrik Dahl | Henrik Dahl, Helena Artmann Andresen                                                                              |
| Enhedslisten                | | Henning Hyllested | Henning Hyllested                                                                                        | Henning Hyllested | Søren Egge Rasmussen                                                                                              |
| Nye Borgerlige              | | | | Pernille Vermund | Pernille Vermund                                                                                                  |
| Alternativet                | | | | | |
| Danmarksdemokraterne        | | | | | Søren Espersen, Karina Adsbøl, Kenneth Fredslund Petersen                                                         |
| Moderaterne                 | | | | | Henrik Frandsen, Mette Kierkgaard                                                                                 |